# Devastan Megthe, Bhatkal
Devastan Megthe là một làng thuộc tehsil Bhatkal, huyện Uttara Kannada, bang Karnataka, Ấn Độ.